# Couziers
Couziers – miejscowość i gmina we Francji, w Regionie Centralnym, w departamencie Indre i Loara.
Według danych na rok 1990 gminę zamieszkiwały 103 osoby, a gęstość zaludnienia wynosiła 9 osób/km² (wśród 1842 gmin Regionu Centralnego Couziers plasuje się na 1029. miejscu pod względem liczby ludności, natomiast pod względem powierzchni na miejscu 1070.).